# سیارک ۲۲۸۰۹
سیارک ۲۲۸۰۹ (به انگلیسی: 22809 Kensiequade، نامگذاری:1999RL13) بیست و دو هزار و هشتصد و نهمین سیارک کشف شده‌است که در ۷ سپتامبر ۱۹۹۹ کشف شد.
قدر مطلق سیارک برابر ۱۷.۰ است.